# Фредеріксбург (Техас)
Фредеріксбург (англ. Fredericksburg) — місто (англ. city) в США, адміністративний центр округу Гіллеспі у центральній частині штату Техас. Населення — 10 875 осіб (2020). Є центром туризму: у місті безліч німецьких кав'ярень, пивних і ресторанів, своя виноробня, щорічно проводиться октоберфест. Місто було названо на честь принца Фрідріха Прусського, племінника короля Пруссії Фрідріха Вільгельма III.

## Історія

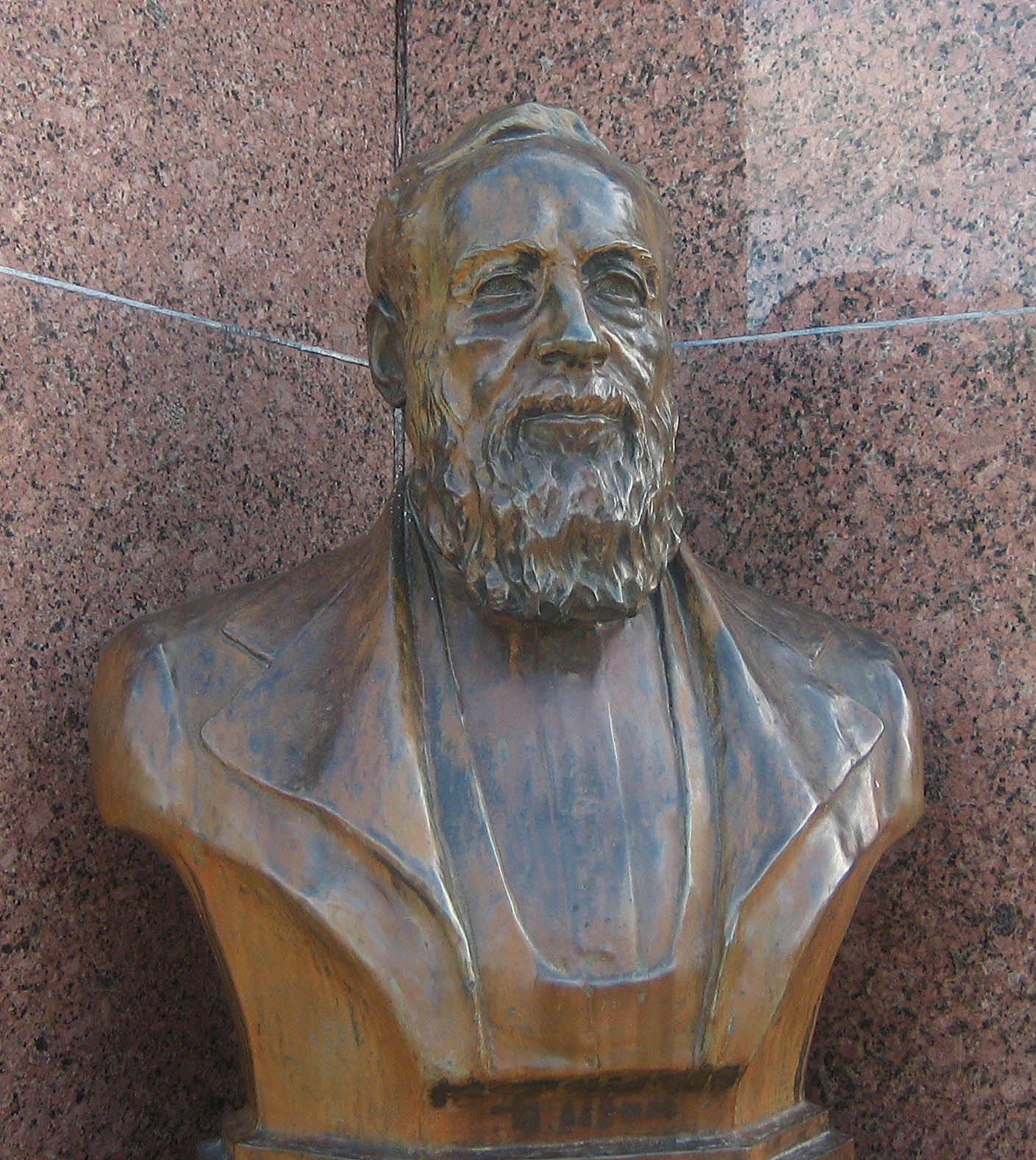
Бюст барона Отфріда Ганса фон Мейзенбаха

Фредеріксберг був засновано іммігрантами з Німеччини у 1846 році на чолі з прусським бароном Отфрідом Гансом фон Мейзенбахом, головою «Товариства з охорони німецьких іммігрантів в Техасі».
Барон фон Мейзенбах незабаром відмовився від свого титулу і під ім'ям Джона О. Мейзенбаха став відомим техаським політиком, членом сенату. Фредеріксберг досі є одним із центрів німецького культурної спадщини в Техасі. Архітектура, топоніми і населення переважно німецького походження.

## Географія
Фредеріксбург розташований за координатами 30°16′2″ пн. ш. 98°52′32″ зх. д. / 30.26722° пн. ш. 98.87556° зх. д. (30.267148, -98.875690).  За даними Бюро перепису населення США в 2010 році місто мало площу 22,34 км², з яких 22,22 км² — суходіл та 0,12 км² — водойми.

### Клімат
| Клімат : Фредеріксбург       | Клімат : Фредеріксбург | Клімат : Фредеріксбург | Клімат : Фредеріксбург | Клімат : Фредеріксбург | Клімат : Фредеріксбург | Клімат : Фредеріксбург | Клімат : Фредеріксбург | Клімат : Фредеріксбург | Клімат : Фредеріксбург | Клімат : Фредеріксбург | Клімат : Фредеріксбург | Клімат : Фредеріксбург | Клімат : Фредеріксбург |
| Показник                     | Січ.                   | Лют.                   | Бер.                   | Квіт.                  | Трав.                  | Черв.                  | Лип.                   | Серп.                  | Вер.                   | Жовт.                  | Лист.                  | Груд.                  | Рік                    |
| Абсолютний максимум, °C      | 31,7                   | 35,6                   | 38,3                   | 40,0                   | 38,9                   | 42,2                   | 42,8                   | 42,8                   | 42,8                   | 38,9                   | 33,3                   | 31,1                   | 42,8                   |
| Середній максимум, °C        | 16,1                   | 18,9                   | 22,8                   | 26,1                   | 28,9                   | 32,2                   | 33,9                   | 33,9                   | 31,1                   | 26,7                   | 20,6                   | 16,7                   | 25,7                   |
| Середня температура, °C      | 9,4                    | 11,7                   | 15,6                   | 19,4                   | 22,8                   | 26,1                   | 27,8                   | 27,2                   | 24,4                   | 20,0                   | 13,9                   | 10,0                   | 19,1                   |
| Середній мінімум, °C         | 2,2                    | 3,9                    | 8,3                    | 12,2                   | 16,7                   | 20,0                   | 21,1                   | 20,6                   | 17,8                   | 13,3                   | 7,2                    | 3,3                    | 12,3                   |
| Абсолютний мінімум, °C       | −20,6                  | −19,4                  | −11,1                  | −4,4                   | 3,3                    | 8,9                    | 12,8                   | 12,2                   | 1,7                    | −4,4                   | −11,1                  | −17,2                  | −20,6                  |
| Норма опадів, мм             | 35                     | 49                     | 47                     | 61                     | 109                    | 101                    | 51                     | 70                     | 78                     | 94                     | 56                     | 54                     | 805                    |
| ---------------------------- | ---------------------- | ---------------------- | ---------------------- | ---------------------- | ---------------------- | ---------------------- | ---------------------- | ---------------------- | ---------------------- | ---------------------- | ---------------------- | ---------------------- | ---------------------- |
| Джерело: The Weather Channel |                        |                        |                        |                        |                        |                        |                        |                        |                        |                        |                        |                        |                        |

## Демографія
Згідно з переписом 2010 року, у місті мешкало 10 530 осіб у 4704 домогосподарствах у складі 2860 родин. Густота населення становила 471 особа/км².  Було 5421 помешкання (243/км²).
Расовий склад населення:
| - 90,5 % — білих - 0,6 % — корінних американців - 0,6 % — азіатів - 0,5 % — чорних або афроамериканців - 6,6 % — осіб інших рас |

До двох чи більше рас належало 1,1 %. Частка іспаномовних становила 21,3 % від усіх жителів.
За віковим діапазоном населення розподілялося таким чином: 19,5 % — особи молодші 18 років, 51,1 % — особи у віці 18—64 років, 29,4 % — особи у віці 65 років та старші. Медіана віку мешканця становила 49,6 року. На 100 осіб жіночої статі у місті припадало 84,8 чоловіків;  на 100 жінок у віці від 18 років та старших — 80,1 чоловіків також старших 18 років.
Середній дохід на одне домашнє господарство  становив 67 524 долари США (медіана — 48 991), а середній дохід на одну сім'ю — 79 057 доларів (медіана — 68 333). Медіана доходів становила 46 438 доларів для чоловіків та 29 497 доларів для жінок. За межею бідності перебувало 14,1 % осіб, у тому числі 27,5 % дітей у віці до 18 років та 8,0 % осіб у віці 65 років та старших.
Цивільне працевлаштоване населення становило 4519 осіб. Основні галузі зайнятості: освіта, охорона здоров'я та соціальна допомога — 21,4 %, мистецтво, розваги та відпочинок — 18,5 %, роздрібна торгівля — 16,4 %.

## Архітектура
Вплив німецьких переселенців можна побачити в будівлях, наприклад, Ферайнкірхе — церкві єднання поряд з Мейн-стріт на вулиці Маркплац. У місті знаходиться «Національний музей війни на Тихому океані». У ньому можна простежити всю історію військових дій США під час Другої світової війни в південному районі Тихого океану. Він відкритий у «Готелі Німіц», виконаному у формі пароплава. Готель побудували в 1850-х роках для сім'ї адмірала Честера Німіца, уродженця Фредеріксберга. До 1960-х років будинок використовувався як готель, але в 1967 році його було перетворено в музей. З тих пір він істотно розширився, хоча зовнішній вигляд залишився колишнім. Ззаду музею зведено японський «Сад Миру», подарований урядом Японії.

## Відомі люди
- Майк В. Гейджі — американський генерал, тридцять третій комендант корпусу морської піхоти США (2003-2006).
- Франк Валентин ван дер Стукен — американський композитор і диригент.
- Честер Німіц — головнокомандувач тихоокеанського флоту США під час Другої світової війни, адмірал флоту США.

## Світлини

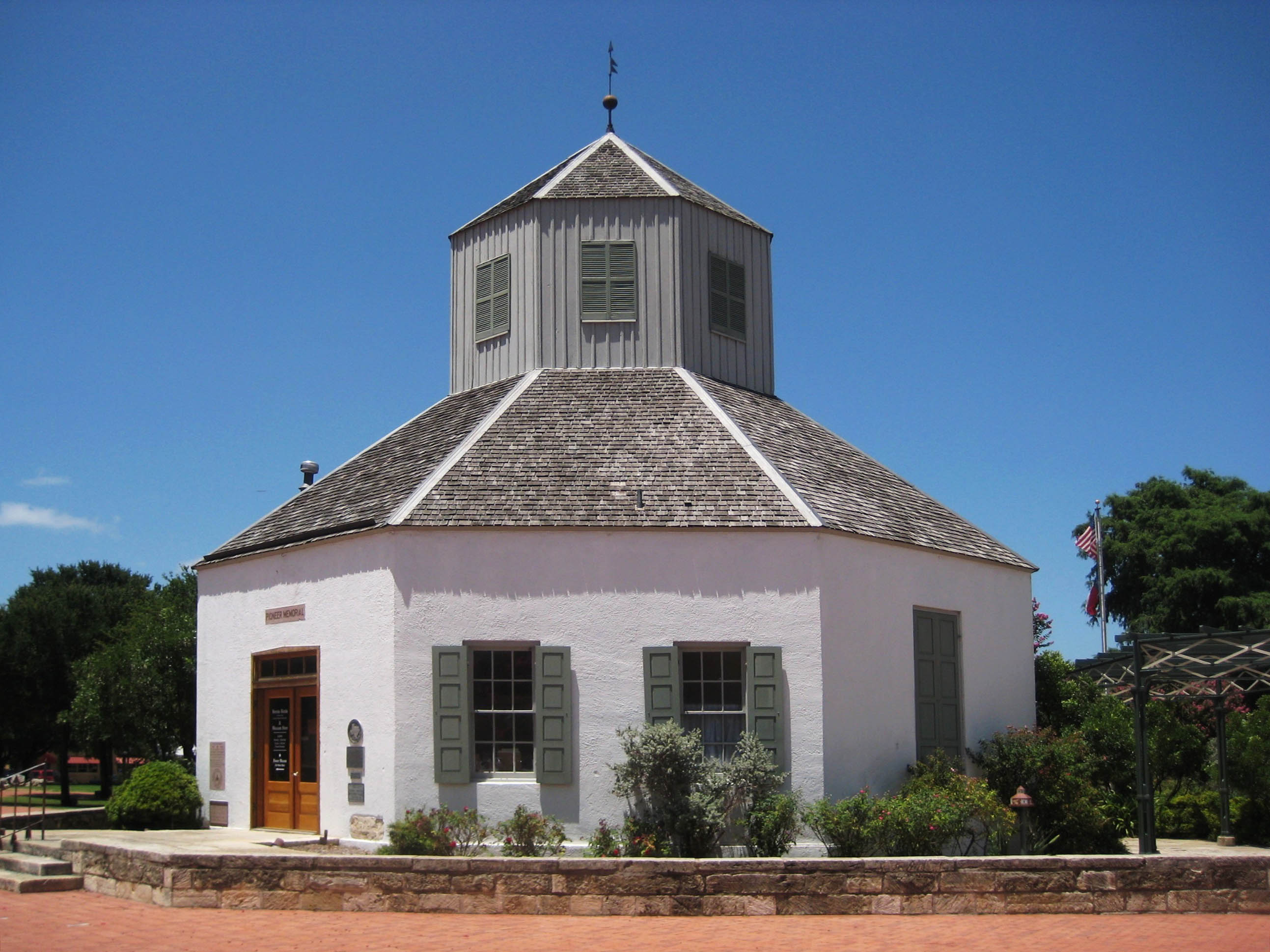
Кірха
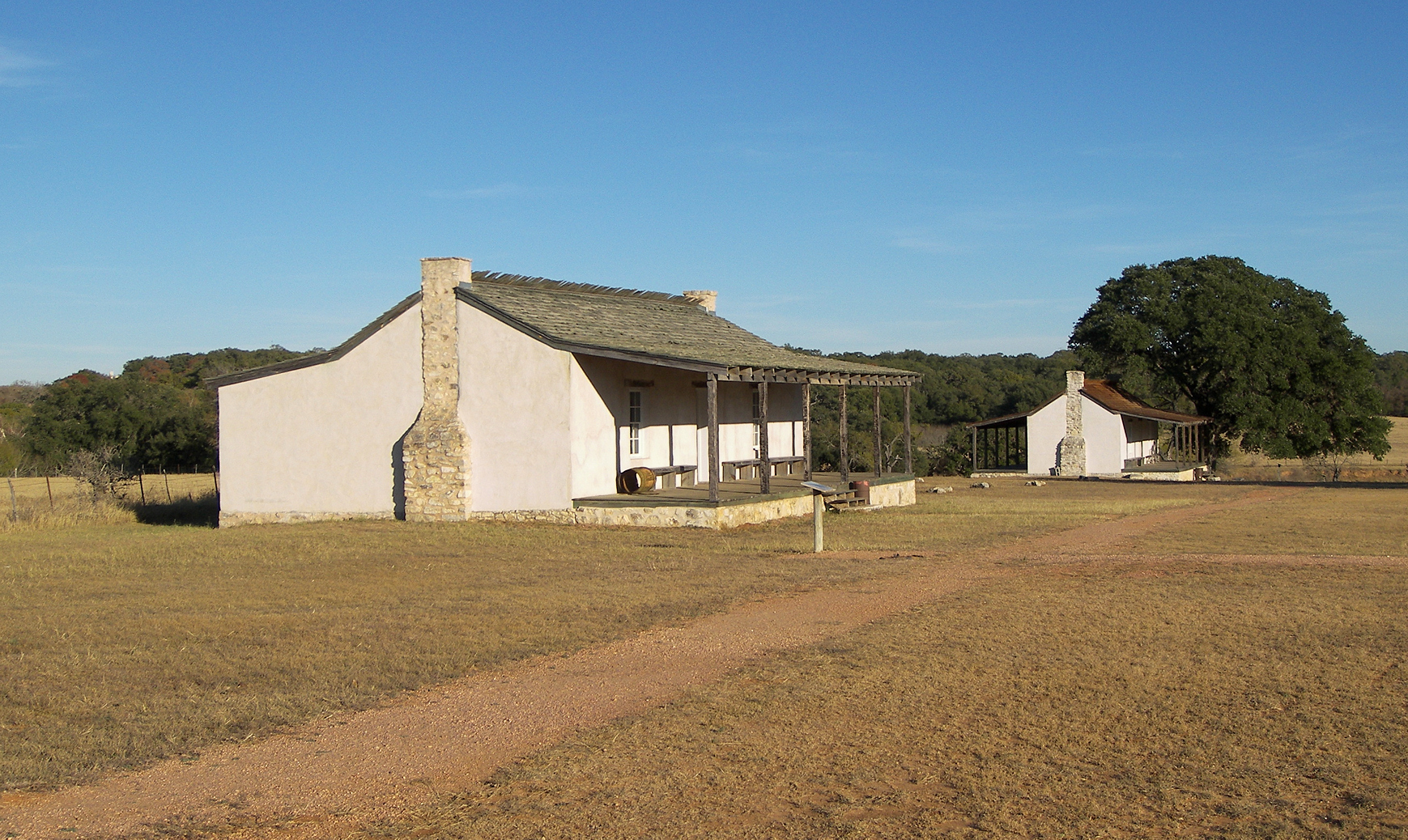
Форт Мартін Скотт
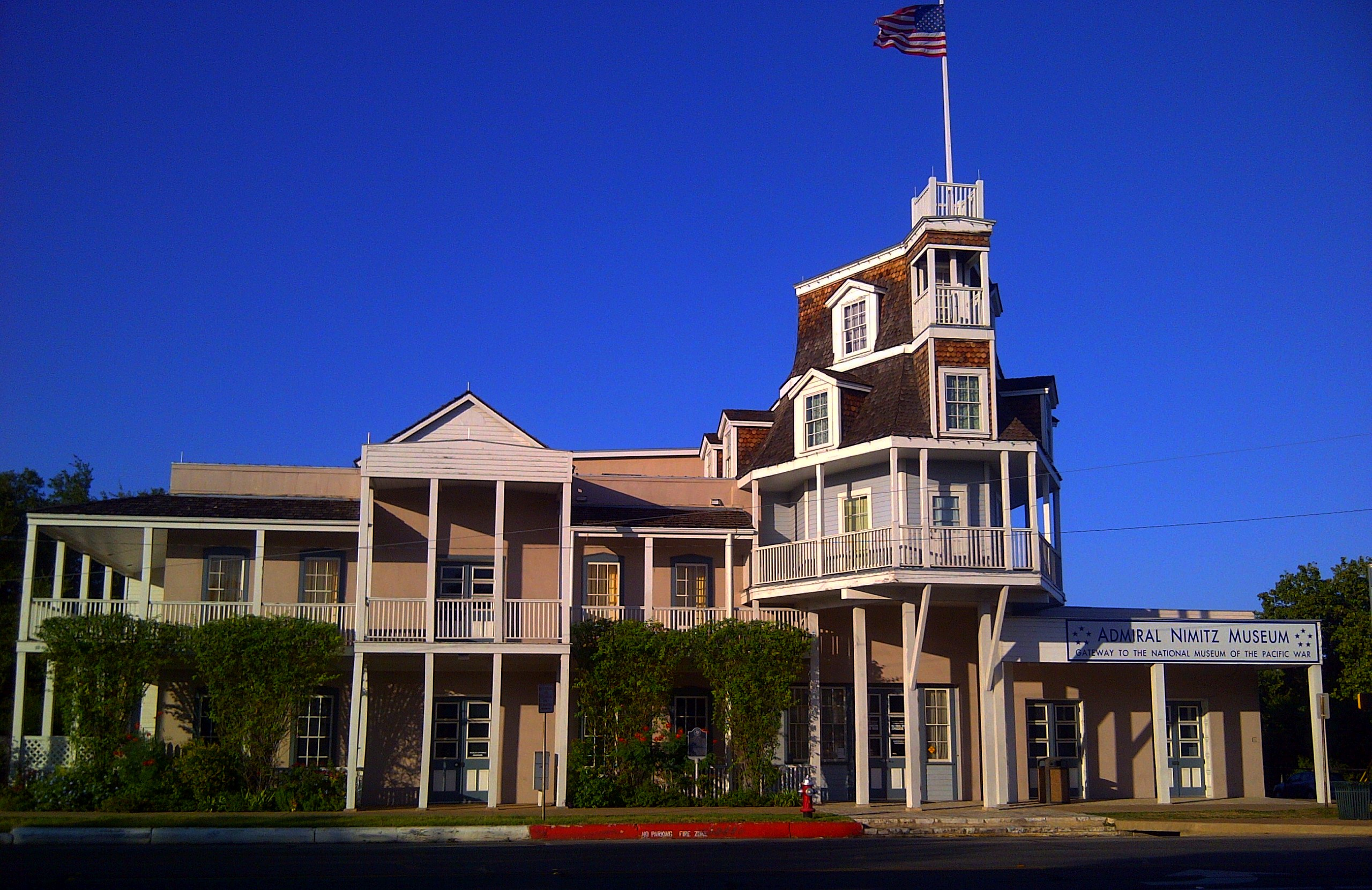
«Національний музей війни на Тихому океані»
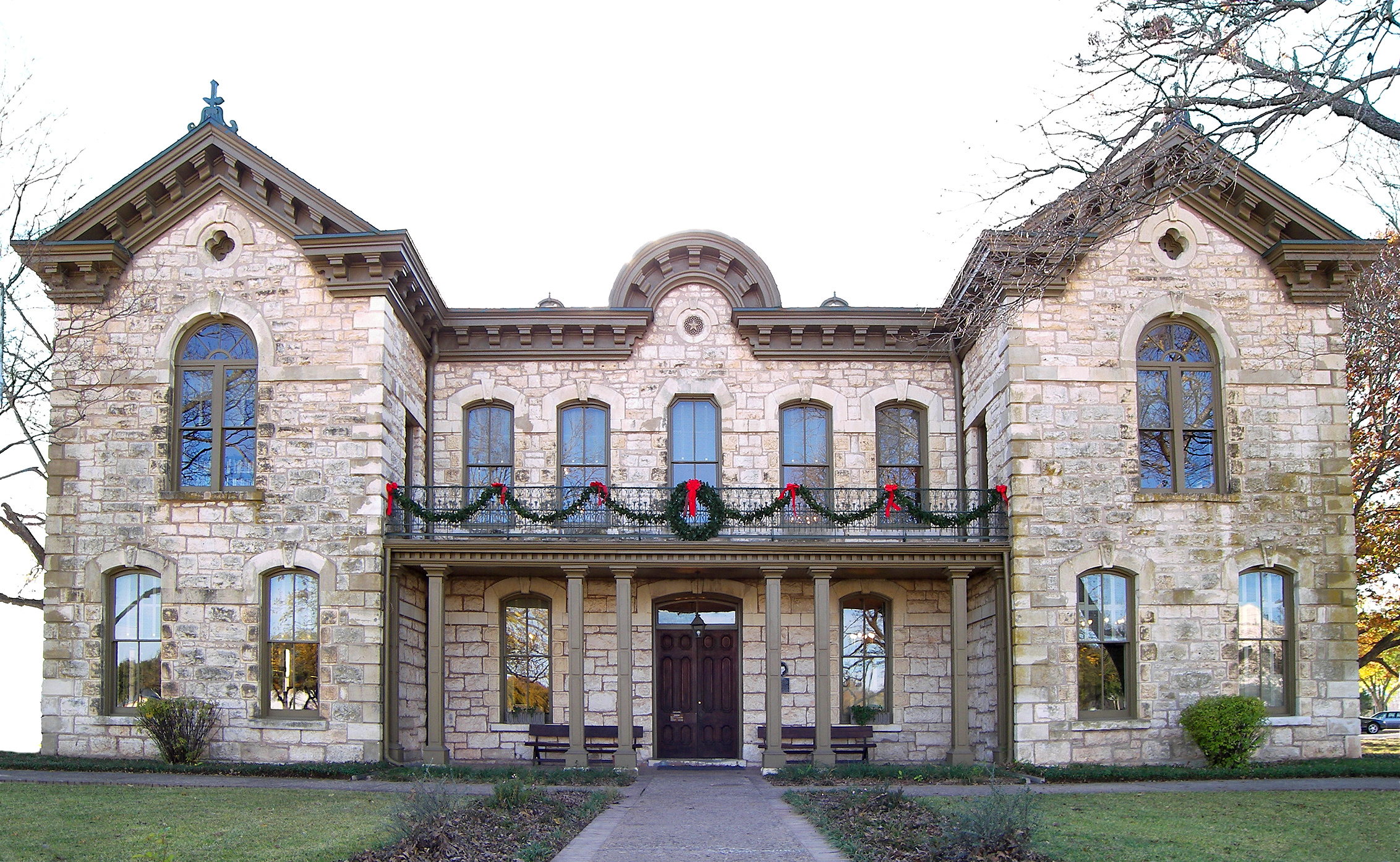
Меморіальна бібліотека Фредеріксбургу
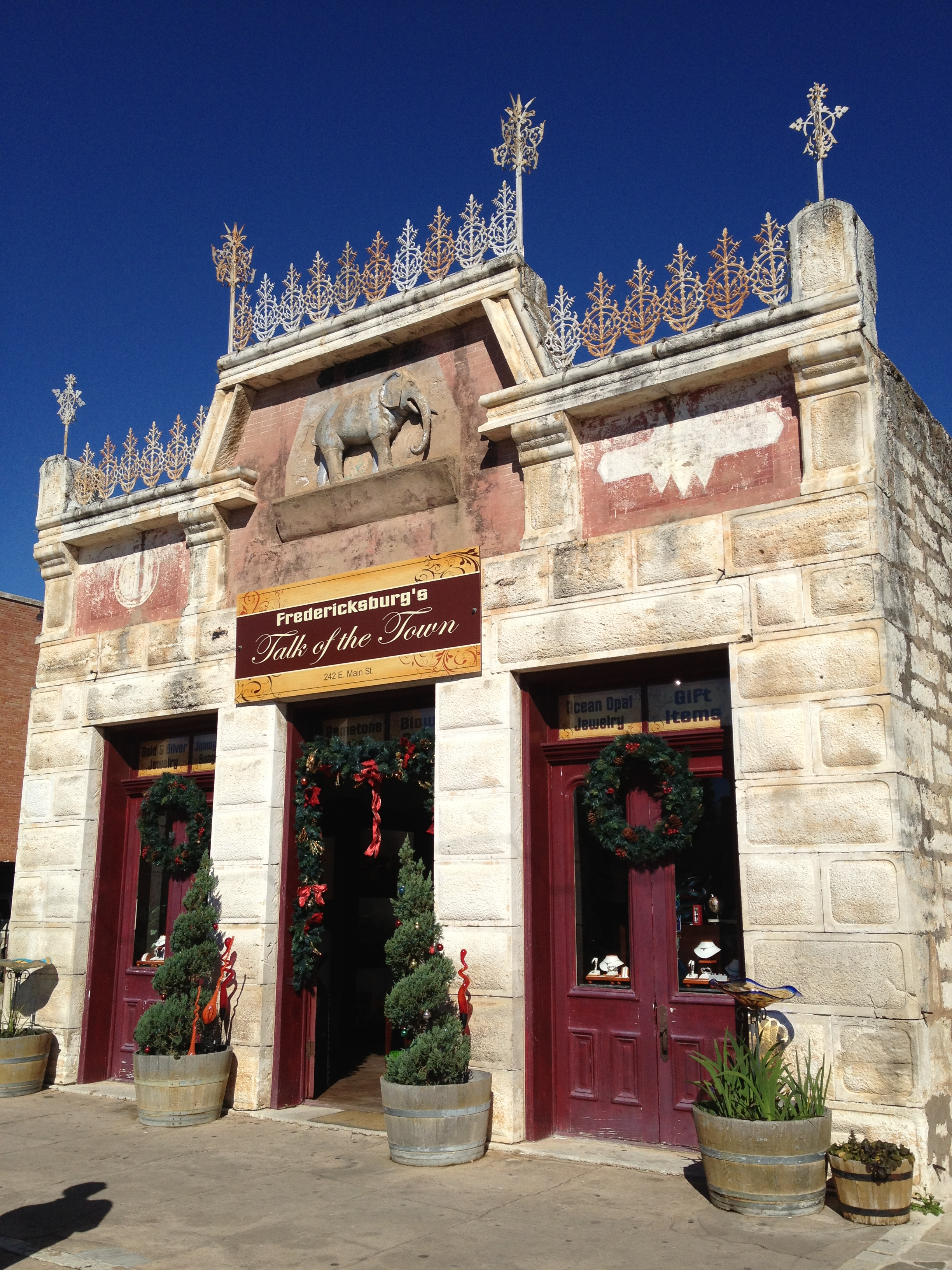
Салун «Білий слон»
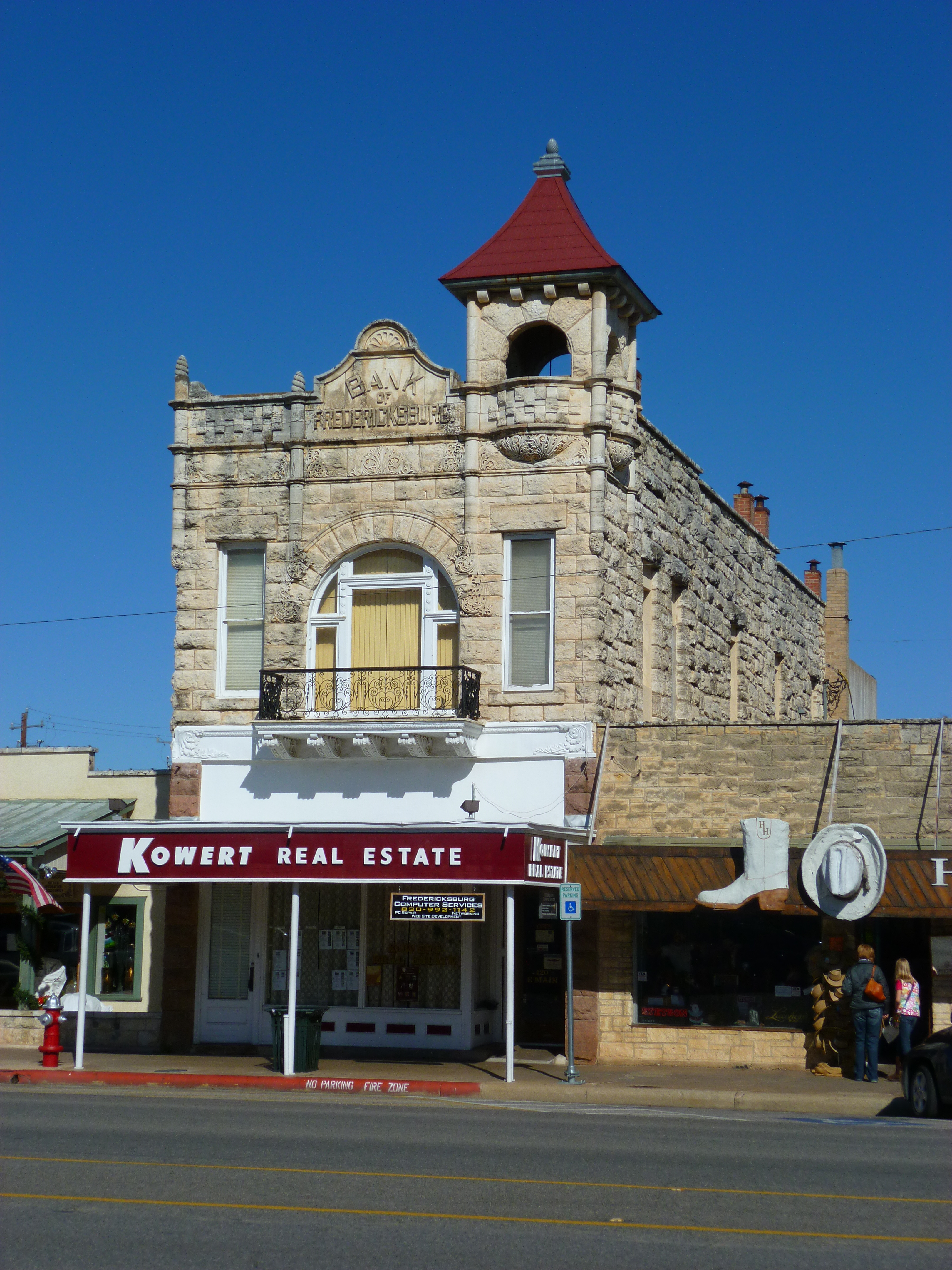
Банк Фредеріксбургу, побудовано у 1889
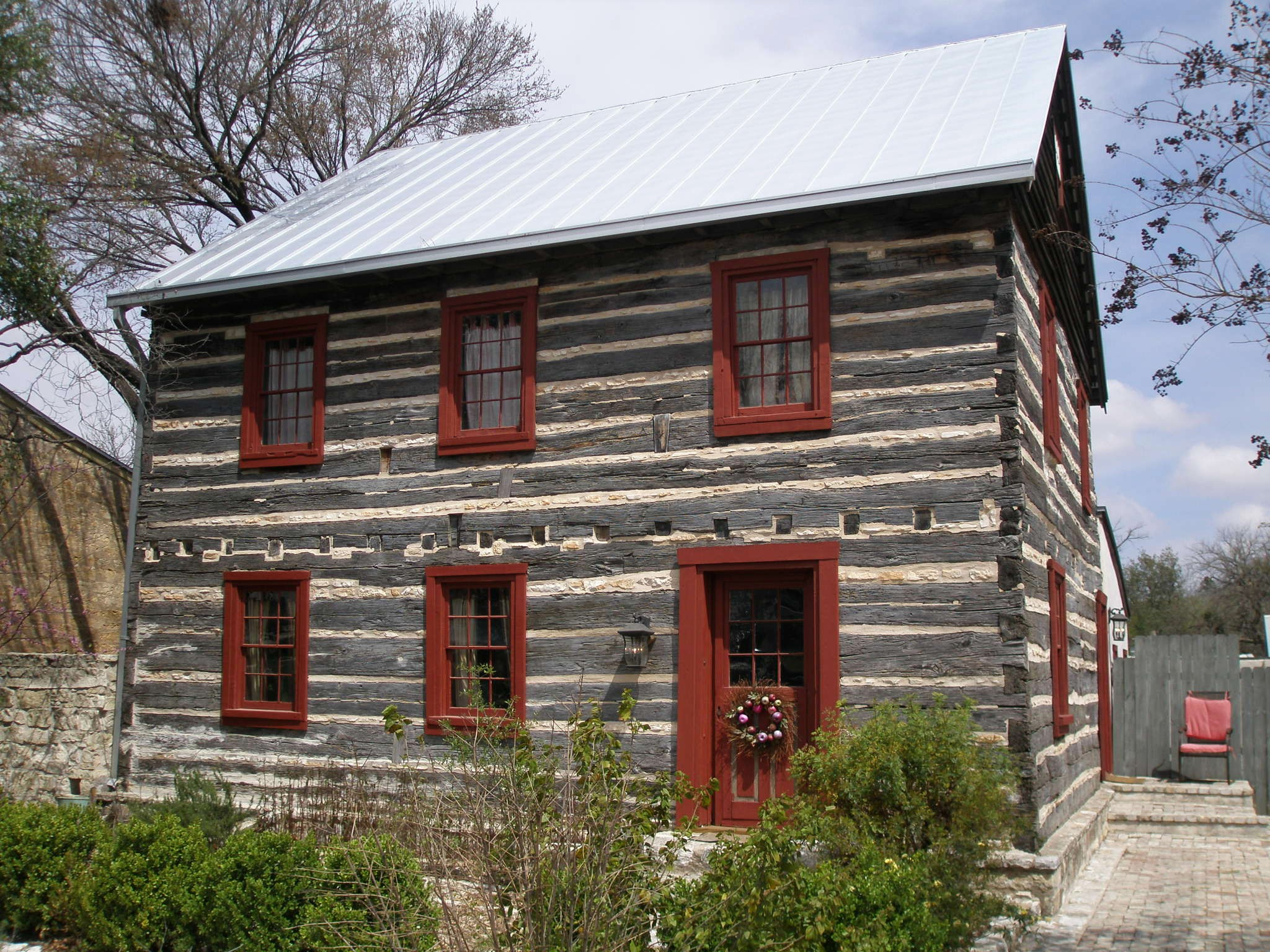
Haussegen Platz Log Haus bed and breakfast
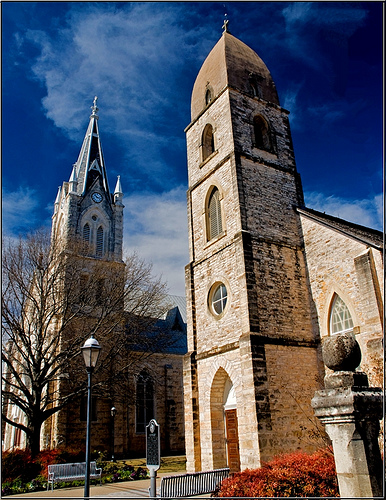
Католицька церква Св. Мартина
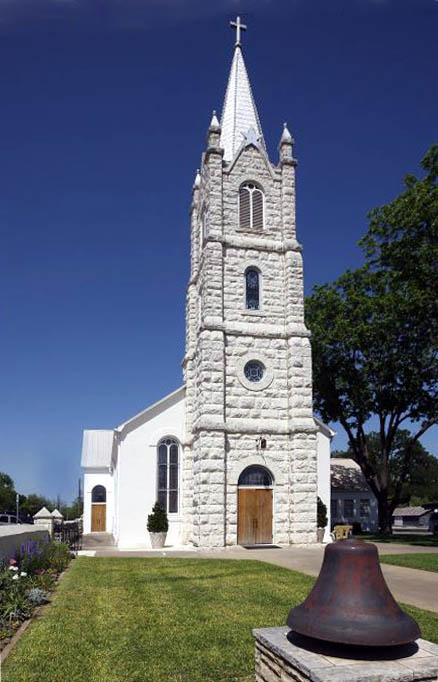
Лютеранська церква Сіон
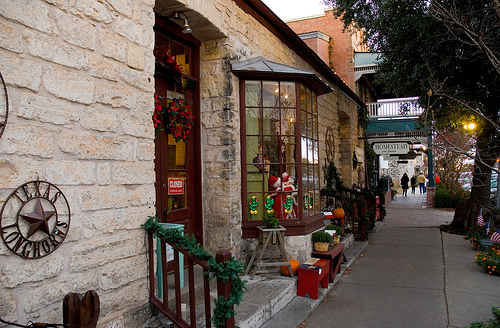
Головна вулиця міста — Hauptstrasse
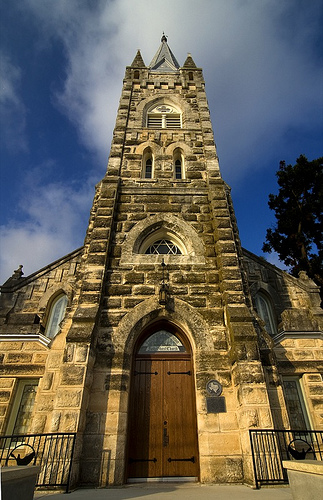
Лютеранська церква Святого Духа
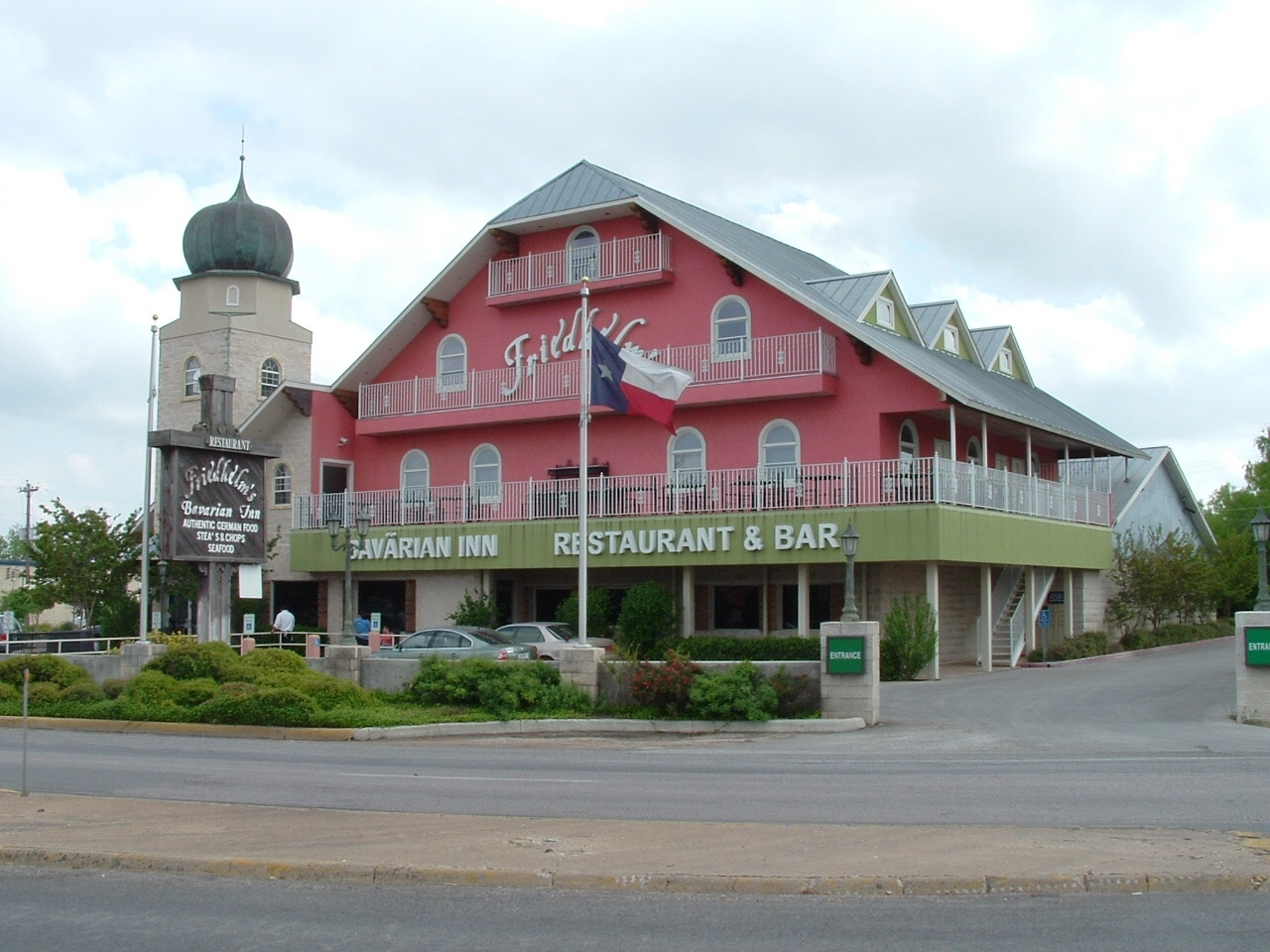
Готель «Баварія»
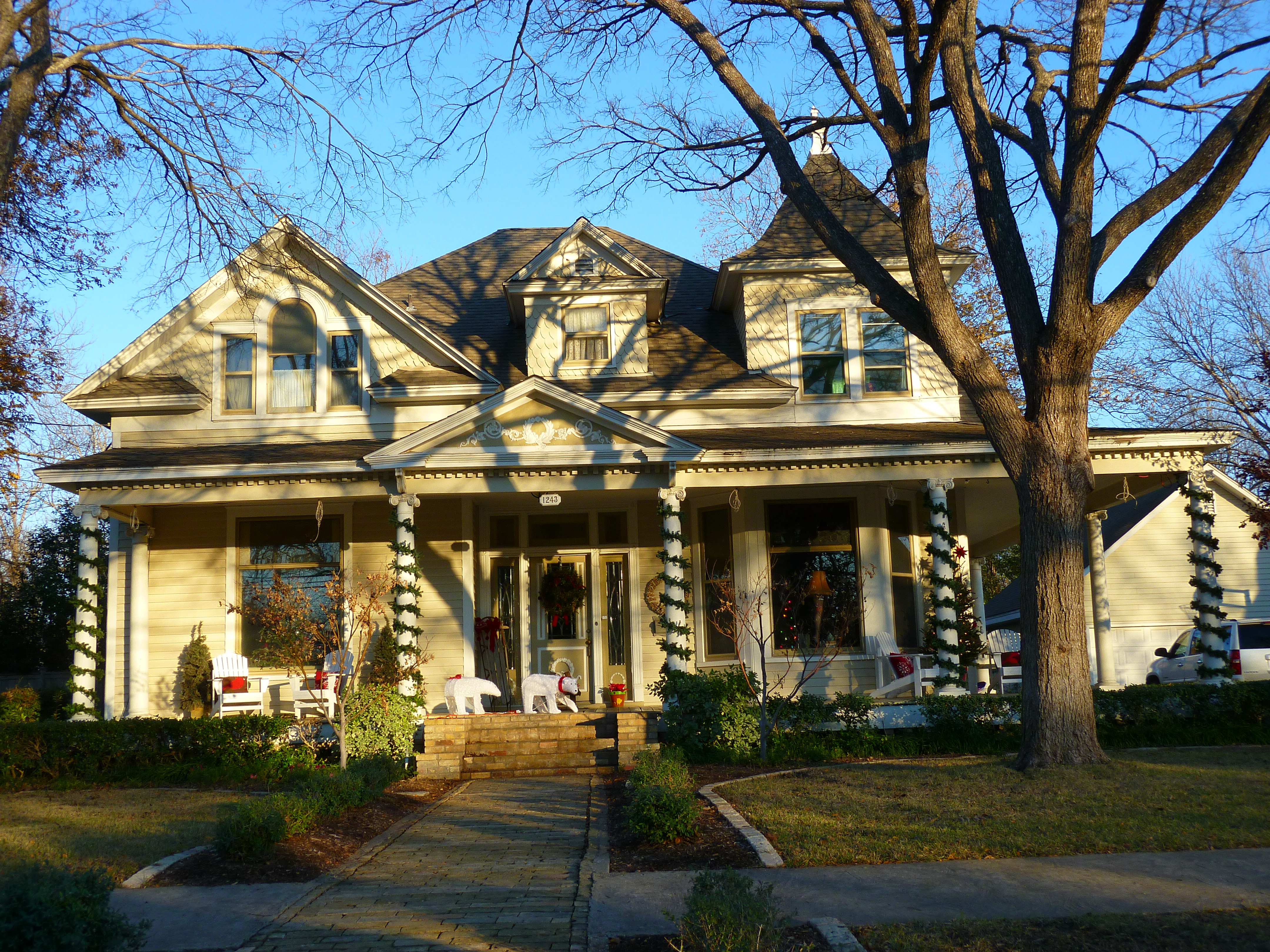